# Bălușești (Dochia), Neamț
Bălușești este un sat în comuna Dochia din județul Neamț, Moldova, România.

### Etimologie
Numele satului provine de la Războinicul Cosma Băloșescu (Balaș de la Icaș) care a primit acest loc ca moșie după ce asigura Domnitorilor(Ștefan cel Mare, Petru Rareș) luptători pentru războaiele cu turcii, tătarii sau alți invadatori.

## Demografie
După C. Gheorghiu, în anul 1890, populația Bălușeștiului număra 103 persoane.
După recensământul din 2011, satul numără 145 de locuitori.

## Politică și administrație
Înainte de 1882, Satul Bălușești și Satul Dochia aparțineau de Comuna Girov. După 1882, când Comuna Dochia este înființată, Satul Bălușești aparține de Comuna Dochia.
La reorganizarea teritorială din 1968, Comuna Dochia este desființată și ambele sate sunt arondate Comunei Girov.
În 2002, la reînființarea comunei, Satul Bălușești și Satul Dochia formează din nou Comuna Dochia.

## Istorie
Prima atestare documentară a satului Bălușești a avut loc pe 11 martie 1446 - Ștefan al II-lea - (1445-1447) când scria o întăritură pentru satele Mânăstirii Neamț primite danie de la domnii anteriori.
Pe 6 iunie 1446 Mânăstirii Neamțului îi este întărită Mânăstirea de la Boiște, „unde a fost chilia vlădicăi Iosif, unde sunt călugărițe, cu toate hotarele bechi, pe unde au fost din veac.  Încă am dat mânăstirii mai înainte zise pe toți popii din satele mânăstirești și anume: biserica din Telebecinți, Biserica din Bașoteni, Biserica din Dvorinești și biserica din Baloșești, și biserica de la Gura Cracăului, și biserica din Trestian de la Balomirești, ca să asculte de mânăstirea noastră cu toate veniturile. Toate acestea mai sus-scrise să fie mânăstirii noastre uric, cu toate veniturile, nemișcat niciodată, în veci.”
Pe 15 septembrie 1462, Ștefan cel Mare consemnează într-un uric către războinicul „Balaș de la Icaș” pentru slujba lui dreaptă și credincioasă.
Pe 30 martie 1546(7054), Voievodul Petru Rareș întărește moșia lui Cosma Baloș/ Cosma Băloșescu - „Satul Băloșești pe Iucaș”.
În urice, în secolele XIV-XV satul este consemnat ca Băloșeni.
Pe 21 aprilie 1660 - Mânăstirea Agapia încă deține satul dat de Gavril Coci hatmanul.
Dicționarul geografic precizează că în 1890 satul „este aședat pe podișele ce se întind în curbătura dealurilor Mărgineni. Se mărginește la Vest cu satul Dochia, de care se desparte prin culmea dealului Mărgineni; La Est cu satul Itrinești; La Nord cu hotarul comunei Bârgăuani. În acest sat sunt 25 de case populate de 20 de familii, dintre care 51 de bărbați/52 de femei, 56 necăsătoriți, 39 căsătoriți, 11 văduvi, răzeși rămași aici în urma împroprietăririi locuitorilor la Dochia. 12 știu carte, 91 nu știu. Posedă: o biserică cu un preot și un dascăl, un fierar și un rotar. Numărul bovinelor se ridică la 55: 18 boi, 22 vaci, 6 cai, 5 râmători, 4 junci.”

## Clădiri importante

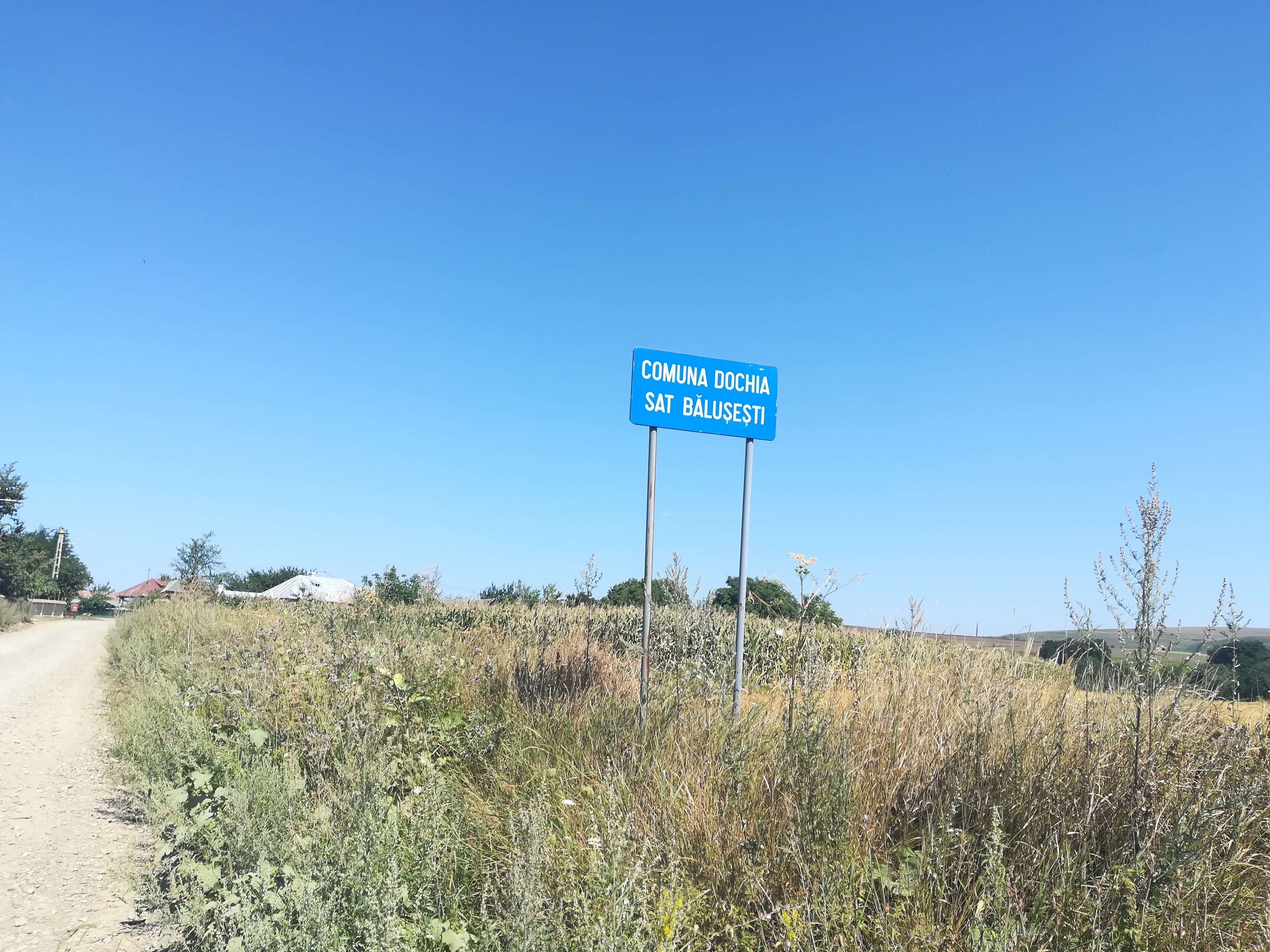
Intrarea în satul Bălușești

### Biserica „Sfântul Nicolae” din Bălușești
Cea mai veche biserică din Comuna Dochia este „Sfântul Nicolae” din Bălușești, originea și numele satului fiind cunoscute dintr-un act de întăritură către Mânăstirea Neamț. Potrivit documentului de la 11 martie 1446, Domnul Ștefan al II-lea scria din satul David întăritură pentru satele Mânăstirii Neamț, ce le primise cu titlu de danie de la domnii antereriori.
Pe 6 iunie, în același an, Mânăstirea Neamț primește o altă întăritură pentru satele și moșiile sale, „cu toate hotarele vechi, pe unde au fost din veac”. În hrisov scrie „încă am dat mânăstirii mai înainte zise pe toți popii din satele mânăstirești, anume (...) biserica din Baloșești și biserica de la Gura Cracăului (...), ca să asculte de mânăstirea noastră, cu toate veniturile. Toate acestea mai sus-scrise să fie mânăstirii noastre uric, cu toate veniturile, nemișcat niciodată, în veci.”.

### Școala Bălușești

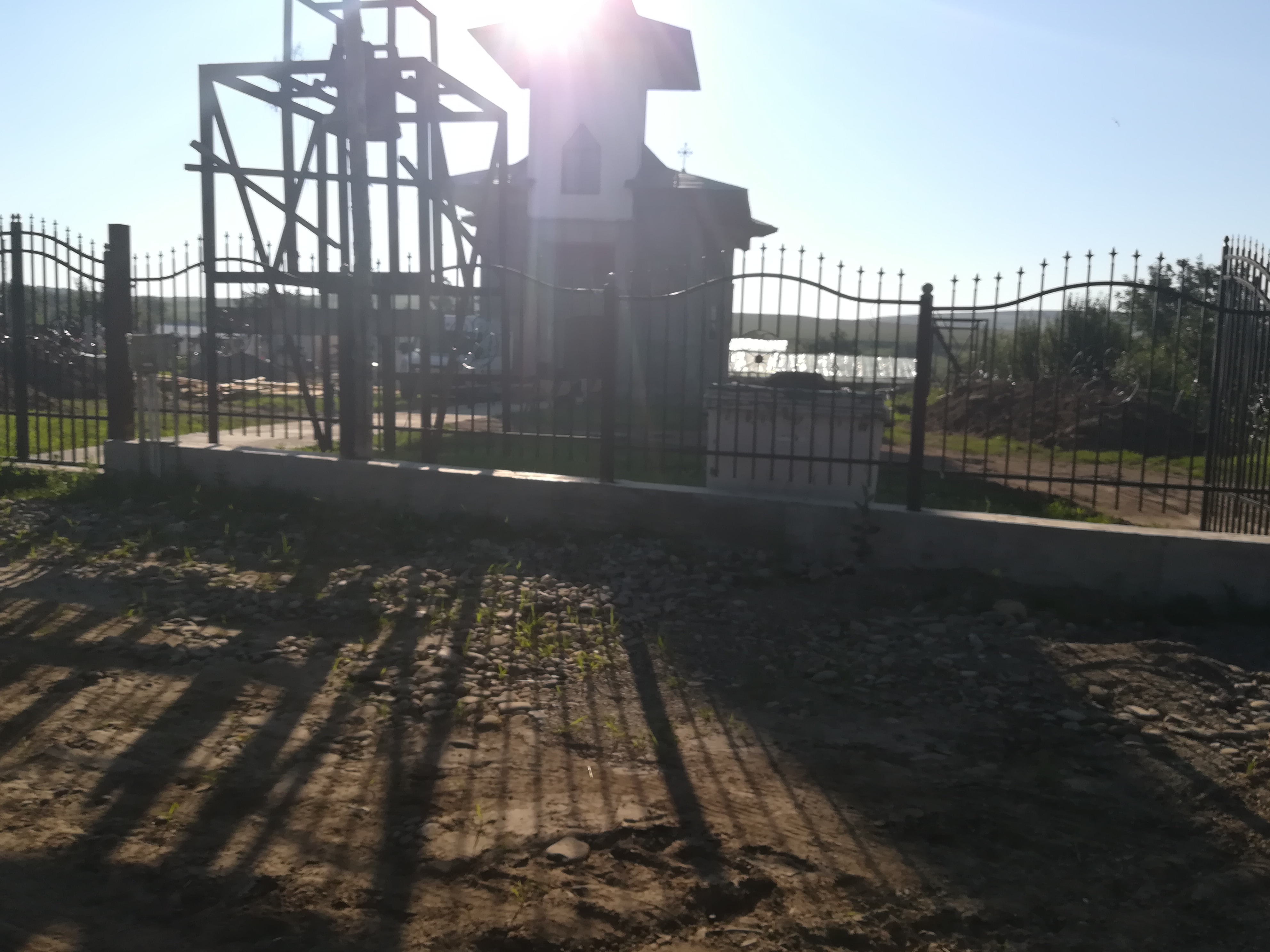
Biserica Sf. Nicolae, Bălușești, Reconstruită după incendiu

La 1 octombrie 1930 se deschide Școlii Bălușești cu o singură clasă, cursurile fiind asigurate de înv. Lucreția Trifan din sat. Abia în anul 1934 postul devine definitiv
În anul școlar 1934-1935, Școala Bălușești funcționează cu un post, Înv. V. Dăscălescu(Dochia), absolvent al Școlii Normale din Piatra Neamț, iar Înv. Constantin Apostolescu se detașează la Școala Dochia.

## Personalități
Nicolae Ciobanu - (n. 4 august 1931, Bălușești, Dochia, Neamț, România – d. 27 noiembrie 1987, București, RSR) a fost un critic și istoric literar român.